# Antônio Jucá
Antônio Jorge de Queiroz Jucá (Crateús, 2 de março de 1915 - 26 de outubro de 1965) foi um médico e político brasileiro e senador pelo Ceará.

## Biografia
Iniciou os estudos no Colégio Cearense do Sagrado Coração e no Liceu do Ceará. Em 1932, foi admitido na Faculdade de Medicina da Bahia, onde se formou em dezembro de 1937. Durante o período da faculdade, trabalhou com o professor de Clínica Médica, Arnaldo Tavares, momento em que se interessou pela área na qual faria especialização: a cardiologia.
Em 1943, Antônio Jucá seguiu para os Estados Unidos para fazer uma residência de, aproximadamente um ano de duração, no Laboratório de Cardiologia do Massachussets General Hospital, da Universidade de Harvard, sob orientação do médio Paul White.
Como cardiologista, teve trabalhos publicados em revistas nacionais e estrangeiras, e participou, ativamente, do Centro Médico Cearense, da Sociedade Brasileira de Cardiologia, e da Fundação da Enfermaria de Cardiologia da Santa Casa de Misericórdia e do Centro de Cardiologia, no Porangabussu.
Antônio Jucá foi professor titular da Terceira Cadeira de Clínica Médica na Faculdade de Medicina do Ceará, durante seis anos. Trabalhou ainda no Instituto de Aposentadoria e Pensão dos Industriários (IAPI), entre os anos de 1946 e 1963.
Foi deputado federal e senador pelo estado do Ceará em 1963. Exercia o cargo de deputado federal e foi para o Senado Federal com a morte do titular Carlos Jereissati, em 9 de maio de 1963, mas cometeu suicídio por temor das decisões impostas pelo Golpe de 1964., no dia 26 de outubro de 1965.

## Obra literária publicada
- Acusações que inocentam, 1965[6]